# 哈工大駅
哈工大駅（はこうだいえき、簡体字中国語:哈工大站）は、中華人民共和国黒龍江省哈爾濱市南崗区にある駅。

## 利用可能な鉄道路線
- ハルビン地下鉄
  - ハルビン地下鉄1号線

## 駅周辺
- 哈爾濱工業大学

## 歴史
- 2013年9月26日 開業[1]。